# Usine d’incinération des ordures ménagères de Strasbourg
L’usine d’incinération des ordures ménagères de Strasbourg est une usine implantée dans le quartier du Port du Rhin.

## Historique
L'incinérateur de la métropole de Strasbourg est arrêté en 2015, à la suite de la découverte d'amiante. Incidemment, le réseau de chaleur n'est plus approvisionné. Pendant cette période, Nancy brûle les déchets strasbourgeois à hauteur de 15 000 t par an. Une partie est envoyée en Allemagne et en Suisse dans le cadre d’une procédure de notification, dérogatoire à la convention de Bâle.

## Caractéristiques
L'usine d'incinération de Strasbourg redémarre en 2019. Le mode de traitement et la capacité de l'usine font débat au sein des conseillers métropolitains. Avant travaux, avec quatre fours, la capacité de l'incinérateur était de 270 000 tonnes par an, après travaux, avec trois fours, elle demeure inchangée. Selon l’association Zéro déchet Strasbourg, l’énergie thermique récupérée dans les incinérateurs est faible au regard de l’énergie grise que recèlent les déchets,. Les émissions de CO2 du secteur posent également problème. De plus, les fumées émises par les incinérateurs présentent des risques sanitaires,. Outre des mâchefers, l'incinérateur produit aussi des résidus d'épuration des fumées d'incinération des ordures ménagères (REFIOM) à acheminer vers des installations de stockage de déchets dangereux (ISDD),. Toutefois, la métropole de Strasbourg s'engage en faveur de la réduction des déchets.

### Données générales
| -                             | Tonnes         | kg par habitant |
| ----------------------------- | -------------- | --------------- |
| Ordures ménagères résiduelles | 122 657 tonnes | 238,7           |

### Valorisation de la matière
| -                                   | Tonnes        |
| ----------------------------------- | ------------- |
| Mâchefers                           | 43 726 tonnes |
| REFIOM                              | 5 074 tonnes  |
| Métaux récupérés (fer et aluminium) | 2 464 tonnes  |

Les eaux de process et les eaux de la plate-forme de maturation des mâchefers sont envoyées vers la station d'épuration de Strasbourg-La Wantzenau.
Une grande partie des mâchefers produits par l'usine d'incinération est utilisée en sous-couche routière,.

### Valorisation de l'énergie
Par ailleurs, l'usine vend de l'énergie électrique à Électricité de Strasbourg à hauteur de 8,8 gigawatts-heures et de la chaleur au réseau de chaleur (93,4 gigawatts-heures pour les logements et 137,4 gigawatts-heures pour l'industrie).